# Piter FM
Pour plus de détails, voir Fiche technique et Distribution.
Piter FM (en russe : Питер FM) est une comédie romantique russe réalisée par Oksana Bichkova, sortie en 2006, avec Ekaterina Fedulova, Evgeni Tsiganov et Alexei Barabash dans les rôles principaux.
L'intrigue se concentre sur la vie de Masha et Maxim, deux jeunes adultes de Saint-Pétersbourg qui échangent par conversations téléphoniques du fait que Maxim récupère par hasard le téléphone portable de Masha tombé par inadvertance dans la rue.

## Trame
Masha est animatrice à la radio Piter FM de Saint-Pétersbourg. Célébrité locale, elle reçoit souvent des appels d'admirateurs dont elle rigole avec sa collègue Lera. Elle doit bientôt se marier avec Kostia, un jeune homme financièrement aisé.
Un jour, en traversant une rue, Masha perd son téléphone portable que ramasse Maxim, un jeune homme honnête qui ne sait pas à qui le rendre. En découvrant que son téléphone a disparu, Masha appelle son propre numéro et convient d'un rendez-vous avec Maxim pour qu'il puisse lui rendre son appareil. Ils ne parviennent toutefois pas à se rencontrer car Masha, retenue à son travail, arrive en retard.
Maxim, architecte, va bientôt partir travailler à Berlin. Il doit remplir un certain nombre de formalités pour quitter son second travail de gardien d'immeuble. Il est célibataire mais vit en colocation avec une amie qui va prochainement se marier. Masha le rappelle pour convenir d'un nouveau rendez-vous.
Le mariage de Masha approche mais sa relation avec Kostia se dégrade : celui-ci veut louer une limousine pour son mariage alors que Masha a des rêves de bonheur plus simples.
Masha et Maxim se manquent de nouveau par malchance à leur second rendez-vous. En rentrant, Maxim découvre qu'on veut l'expulser de son logement du fait qu'il a démissionné de son travail de gardien. Il refuse de partir et finit en garde à vue dans un poste de police. Masha l'appelle, un policier décroche et lui explique la situation. Grâce à ses relations, Masha parvient à faire relâcher Maxim. Ils s'appellent mais ne peuvent pas se voir le jour-même, Maxim préparant sa fête de départ pour Berlin.
Masha, qui est déjà dans le viseur de sa direction, refuse de passer un album qu'elle juge inapproprié et se fait licencier sur le champ. Le soir-même, elle quitte Kostia dont elle ne supporte plus les manières. Au même moment, Maxim quitte sa soirée après s'être énervé contre un ami ayant affirmé qu'il lui manquait une muse pour être un bon architecte. Masha appelle Maxim en pleine nuit alors qu'il est encore dehors et se confie à lui sur ce qui vient de lui arriver. Lui-même fait part de ses doutes sur son projet de partir en Allemagne.
Le lendemain, Maxim décide d'annuler son départ pour prendre le temps de revoir Masha. Celle-ci appelle, mais un mauvais geste de Maxim lui fait lâcher le téléphone de Masha par-dessus le parapet d'un pont : l'appareil tombe dans la Neva, coupant toute liaison entre les deux jeunes gens qui n'ont plus aucun moyen pour se contacter. Dépité, Maxim ne peut que repartir : il croise Masha par hasard sur le pont sans savoir que c'est avec elle qu'il était en conversation quelques minutes plus tôt.
Un épilogue est ajouté après cette dernière séquence : Maxim appelle Piter FM pour faire passer un message auprès des auditeurs de manière à retrouver Masha : celle-ci, qui anime toujours la radio malgré son licenciement, rit et s'exclame « Maxim, c'est toi ? »

## Distribution
- Ekaterina Fedulova : Masha
- Evgeni Tsiganov : Maksim
- Alexei Barabash : Kostia
- Irina Rakhmanova : Lera
- Natalia Reva-Riadinskaïa : Marina
- Oleg Dolin : Fedor
- Yevgeny Kulakov : Vitia
- Kirill Pirogov : Gleb
- Alexandre Bachirov : gestionnaire de l'immeuble

## Réception
Le film a reçu des critiques globalement positives, avec une note moyenne de 7,1/10 sur IMDb et de 7,0/10 sur KinoPoisk.

## Récompenses
Piter FM reçu le prix du Meilleur premier film en 2006 au Festival du cinéma russe à Honfleur.
Piter FM a reçu deux récompenses aux MTV Russia Movie Awards de 2007 :
| Récompense                     | Catégorie                     | Nomination                                 | Résultat   |
| ------------------------------ | ----------------------------- | ------------------------------------------ | ---------- |
| MTV Russia Movie Awards (2007) | Meilleure bande originale     | Gorod 312 pour le titre "Vne zony dostupa" | Lauréat    |
| MTV Russia Movie Awards (2007) | Meilleure actrice             | Ekaterina Fedulova                         | Lauréat    |
| MTV Russia Movie Awards (2007) | Meilleur film                 |                                            | Nomination |
| MTV Russia Movie Awards (2007) | Meilleur acteur               | Evgeni Tsiganov                            | Nomination |
| MTV Russia Movie Awards (2007) | Meilleure performance comique | Vladimir Machkov                           | Nomination |
| MTV Russia Movie Awards (2007) | Révélation de l'année         | Ekaterina Fedulova                         | Nomination |